# Літня поїздка до моря
«Літня поїздка до моря» (рос. «Летняя поездка к морю») — російський радянський повнометражний художній фільм, поставлений на Кіностудії «Ленфільм» в 1978 році режисером Семеном Арановичем.
Прем'єра фільму в СРСР відбулася в січні 1980 року.

## Зміст
1942 рік — розпал війни. Група учнів вирушає на Нову Землю з рідного Архангельська, щоб створити запаси продовольства, якими можуть скористатися військові моряки в екстреному випадку. Та під час роботи у цих відносно безпечних місцях з'являється німецький десант.

## Ролі
- Микола Скоробогатов — Петрович (роль озвучив — Ігор Єфимов)
- Анатолій Горін — Сивий
- Ігор Фокін — Іван Воїнов
- Олександр Куренной — Мирон
- Андрій Зотов — Борис Жбанков
- Віктор Проскурін — німецький льотчик
- І. Матвєєв — Мішка Варенцов
- Діма Зарубін — Федя
- В. Болтов — Сопливий

## В епізодах
- Тетяна Кравченко-Яковлєва
- Віктор Речман
- Є. Андрієв
- Н. Вагинов
- А. Винокуров
- В. Герасимов
- Всеволод Гаврилов
- Б. Духновський
- К. Лихачов
- Н. Карпов
- В. Карпов
- А. Максимов
- А. Пресняк
- В. Таманов
- Н. Хіхелов
- В. Шитовалов
- Р. Фомін
- С. Фьоклин

## Знімальна група
- Автор сценарію - Юрій Клепіков
- Режисер-постановник - Семен Аранович
- Головний оператор - Володимир Ільїн
- Головний художник - Грачья Мекінян
- Композитор - Олег Каравайчук
- Звукооператор - Галіна Лукіна
- Монтажер - Раїса Ізаксон
- Редактор - Світлана Пономаренко
- Режисери - Н. Абраменко, Аркадій Тігай
- Оператор - В. Тупіцин
- Костюми - Галини Дієвої
- Грим - Л. Стамбірськой
- Асистенти:
режисера - Юрій Мамин, С. Ільїна
оператора - В. Мурзинов
по монтажу - Є. Волинська
- Паралельна група зйомок:
Оператор - В. Донець
Асистент оператора - В. Триліс
- Комбіновані зйомки:
Оператор - Михайло Покровський
Художник - В. Соловйов
- Адміністративна група — Дмитро Гербачевський, Л. Разуваєв, М. Акатов, Володимир Каліш
- Директор картини - Володимир Семенець